# Swinton (Grand Manchester)
Pour les articles homonymes, voir Swinton.
Swinton est une ville anglaise faisant partie de la City of Salford, dans le comté du Grand Manchester. Elle compte 41 347 habitants.
Elle est surtout connue pour son club de rugby à XIII (Swinton RLFC), un des pionniers de la Rugby League, six fois champion et trois fois vainqueur de la Coupe d'Angleterre dans sa période faste (avant 1990). Aujourd'hui relégué en 3e division, c'est un club "formateur".
Son stade "Station Road" fut longtemps le "temple" du rugby à XIII à Manchester et abrita de nombreux test matchs. Il pouvait contenir jusqu'à 50 000 spectateurs. Il a été démoli en raison des nouvelles normes de sécurité et de confort.

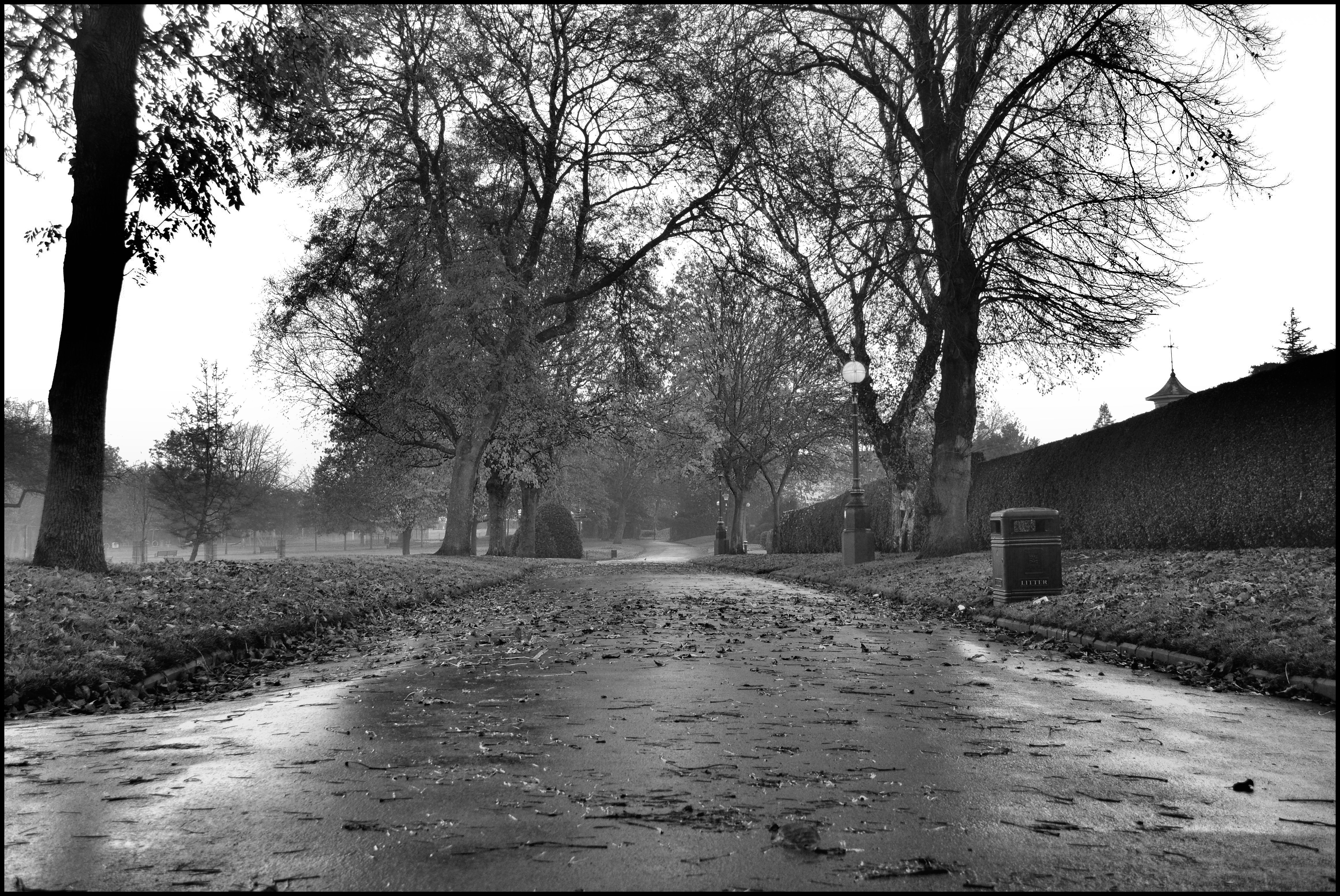
Le parc Victoria de Swinton.